# Gordon Cyrus
Gordon Campbell Cyrus, född 18 december 1966 i Danderyd, är en svensk artist och musikproducent. Gordon Cyrus är mest känd för att ha medverkat i musikgruppen Whale och för att ha upptäckt The Latin Kings. Han drev i mitten av 1990-talet skivbolaget Breakin' Bread som gav ut svensk rap, reggae och soul.
Gordon har regisserat musikvideor åt artister som Absent Minded (ADL), Blacknuss, Eric Gadd, The Latin Kings och Stonefunkers. Han drev fram tills februari 2024 produktionsbolaget L.U.V = luscious urban visualization som sedan gått i konkurs, där Breakin' Bread ingick.